# جوير آباد
جوير آباد هي بلدة في مقاطعة شافيركان في ولاية بخارى في أوزبكستان.